# Jaroslav Kopecký (architekt)
Jaroslav Kopecký (25. října 1934 Halenkov – 10. prosince 2008 Halenkov) byl český architekt a výtvarník.
Byl autorem řady návrhů interiérů, nových budov i rekonstrukcí. Jeho pracovní a osobní život byl spojen s Bratislavou a rodným Valašskem. Po ukončení studia na fakultě architektury Slovenské vysoké školy technické působil na Ústředí uměleckých řemesel v Bratislavě (1959–1966). Od roku 1967 působil jako výtvarník ve svobodném povolání. K největším zdrojům jeho inspirace patřil rodný kraj, kam se často a rád vracel, a který zachycoval ve svých skicách, grafikách a akvarelech.

## Život
Jaroslav Kopecký se narodil v 25. října 1934 v Halenkově. V roce 1953 zakončil gymnázium ve Vsetíně. Přestože pocházel ze skromných poměrů soukromých zemědělců a i přes složité podmínky 50. let se mu podařilo dosáhnout přijetí na fakultu architektury Vysokého učení technického v Bratislavě, kde posléze studoval do roku 1959. Po úspěšném absolvování mu byl udělen titul Ing. arch. Následně v Bratislavě započal své procesní působení a s manželkou Annou také založil rodinu.
Navrhoval a připravoval výrobu interiérů na Ústředí uměleckých řemesel v Bratislavě, kde se po praktické stránce seznámil s materiály a prací starých uměleckých řemeslníků. Se stejným elánem se pouštěl i do novostaveb soudobé architektury, nejdříve jako vedoucí projekce Obchodního projektu v Bratislavě, později v uvolněnější atmosféře Pražského jara jako výtvarník ve svobodném povolání při Slovenském svazu výtvarných umělců v odboru vnitřní architektury. Od roku 1964 byl členem Svazu slovenských architektů, ale v roce 1971 mu režim znemožnil další činnost v projektování staveb.
Během svého pobytu v Bratislavě se vracel do své rodné obce Halenkov, kde trávil zhruba dva až tři měsíce v roce.
Po roku 1989 zpočátku orientoval svou aktivitu na společnou architektonickou kancelář se svými syny Radomírem a Miloslavem, kteří následně v Bratislavě založili architektonickou kancelář DVAKplan. Po rozpadu Československa se s manželkou a nejmladším synem Jaroslavem přestěhoval na rodné Valašsko do Halenkova. Od návratu se věnoval podnikání v oblasti architektury a aktivně se zapojoval do budování obce a celého regionu. V tomto období se do popředí jeho činnosti dostaly kromě interiérů i návrhy a kompletní projekty rodinných a bytových domů, administrativních objektů, ale i návrhy náměstí, v převážné míře už postavených na Valašsku.
Od roku 1991 žil Jaroslav Kopecký v jím navržené a postavené vile z roku 1971 na samém konci malebného halenkovského údolí Lušová. Vila nese jméno jeho ženy – Vila Anna. Po smrti manželky v roce 2007 se i jeho zdravotní stav začal zhoršovat a dne 10. prosince 2008 podlehl těžké nemoci. Společně s manželkou jsou pochováni na hřbitově v Halenkově.

## Dílo
Jaroslavu Kopeckému se podařilo navrhnout a následně zrealizovat množství interiérů, ať už rekonstruovaných nebo nově budovaných kulturních a společenských objektů, divadel, kin, obřadních síní, rekreačních a administrativních budov, a to jak na území současného Slovenska, tak i v České republice. Ve své tvorbě od počátku úzce spolupracoval s mnohými českými a slovenskými výtvarníky, např. Viliam Jakubík, Ľudo Lehen, Marian Meško, Bernardína Lunterová, František Flégl, Karel Hofman, Jiljí Hartinger, Miloš Šimurda a další. Tato spolupráce významnou měrou obohatila jeho interiéry.
Svou práci konfrontoval s moderní architektonickou tvorbu v zahraničí, ale mezi jeho největší inspirační zdroje patřilo Valašsko.

### Výběr realizovaných projektů:[4]
- Interiéry divadla hudby, čítárny a studovny, Rooseveltovo náměstí, Bratislava, 1964;
- Interiéry lázeňského domu Hviezdoslav, Štrbské Pleso, 1964
- Interiéry Bratislavské informační služby, Náměstí Míru, Bratislava 1966
- Interiéry Státních lázní Sliač, 1968 a 1970
- Vila Anna, Halenkov, 1971
- Interiéry Lázní Bardejov – lázeňské domy Zborov, Ladislav, Vila Karola, 1972–73
- Interiéry železniční stanice Košice, 1973
- Interiéry kulturního domu, Brezno, 1974
- Interiéry administrativních objektů SAV, Bratislava, 1970 a 1975
- Motorest Radola v Čadci, 1976
- Interiéry Rekreačního střediska Tatra, Velké Karlovice, 1977
- Interiéry Kina Vatra, Vsetín, 1978
- Interiéry reprezentačních prostor SVŠT, Košice, 1978
- Interiéry rekreačního střediska Javor, Piešťany, 1978
- Svatební a obřadní síň, Hutisko-Solanec a Halenkov, 1979
- Interiéry železniční stanice Poprad, 1982
- Prodejna knih a Klub spisovatelů Steinerova, Bratislava 1983
- Interiéry reprezentativních prostor Min. poĺnohospodárstva, Bratislava, 1983
- Interiéry Kulturního domu Halenkov a Obecního úřadu v Halenkově, 1983–85
- Rekonstrukce a interiéry degustačních prostor zámku, Dolní Malanta, 1983
- Motorest Eroplán, Rožnov pod Radhoštěm, 1984
- Reprezentační prodejna literatury ALFA v budově Reduty, Bratislava, 1987
- Rekonstrukce, interiéry Lidového domu v Halenkově, 1988
- Administrativní a reprezentační prostory Vinařských závodů, Trnava, 1988
- Rekreační zařízení Permoník, Nový Hrozenkov, 1989
- Interiéry restaurace a kavárny plovárny Delfín, Bratislava, 1989
- Rekonstrukce administrativního objektu Státní lesy Velké Karlovice, 1991
- Rekonstrukce objektu Realitní kanceláře Atyp Interier, Bratislava, 1991
- Rekonstrukce objektu Pension Fortuna, Halenkov, 1993
- Víceré rodinné domy – Halenkov, Nový Hrozenkov, Vsetín, Janová, Beroun, Senec)
- Interiéry Městského úřadu Val. Klobouky, 2004

Vedle své architektonické tvorby se Jaroslav Kopecký neustále vracel k výtvarné tvorbě, a to hlavně ke krajinomalbě. Valašská příroda sloužila jako předloha pro jeho pastely, akvarely a grafiky. Jeho výtvarná vášeň přerostla až do osobitého uměleckého projevu. Ve svém rodišti postupně zorganizoval několik výstav, např. v letech 1984, 1989, 2001. Další výstavy uspořádala jeho rodina (za podpory přátel a vlastníků obrazů), v Halenkově a Novém Hrozenkově.

## Galerie

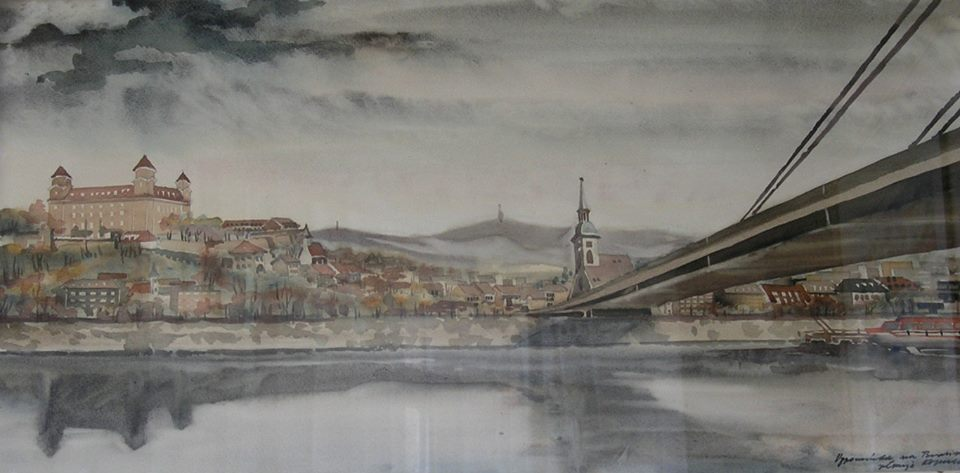
Vzpomínka na Bratislavu, akvarel, 1985
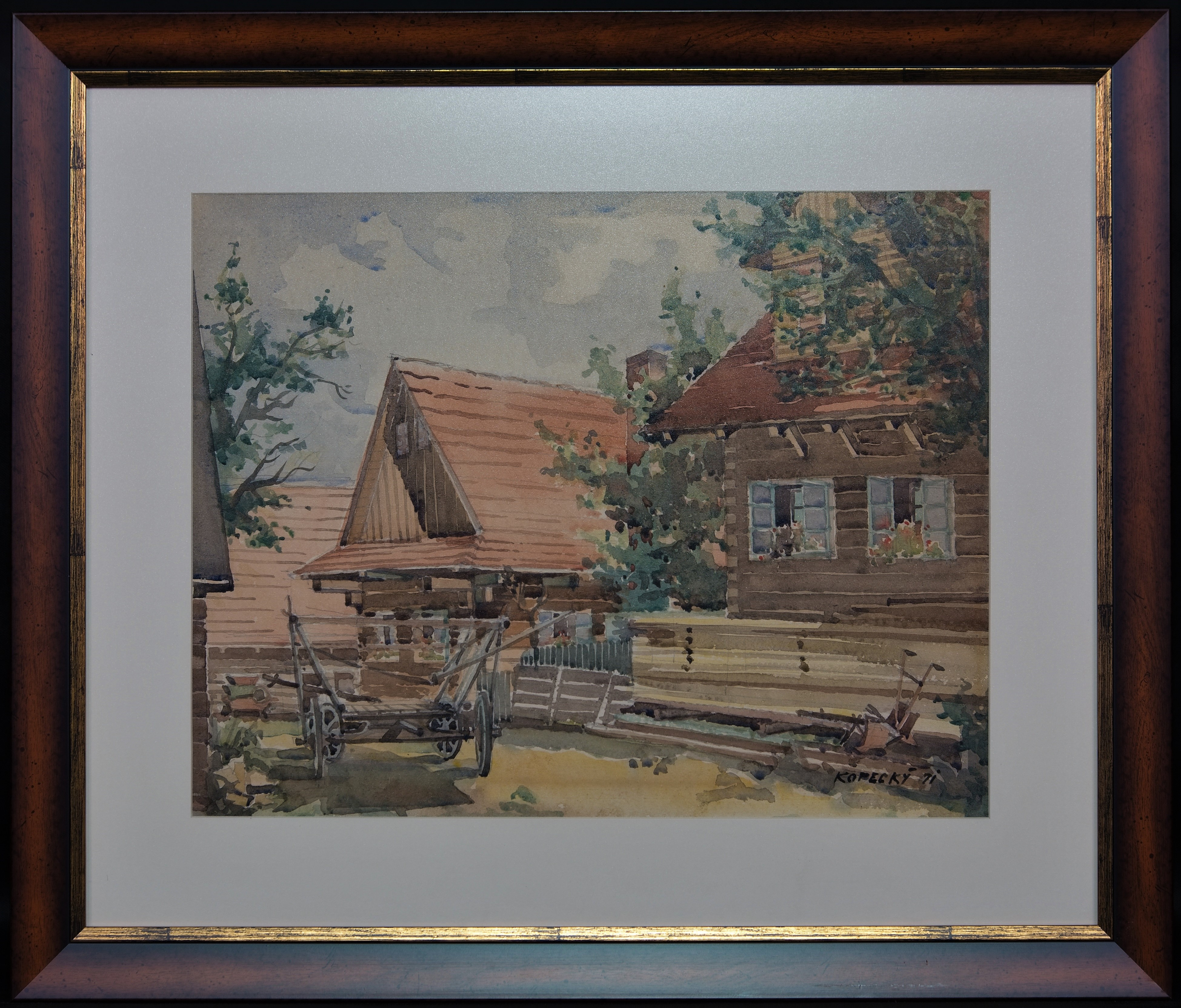
Rodný Kopec, akvarel, 1971
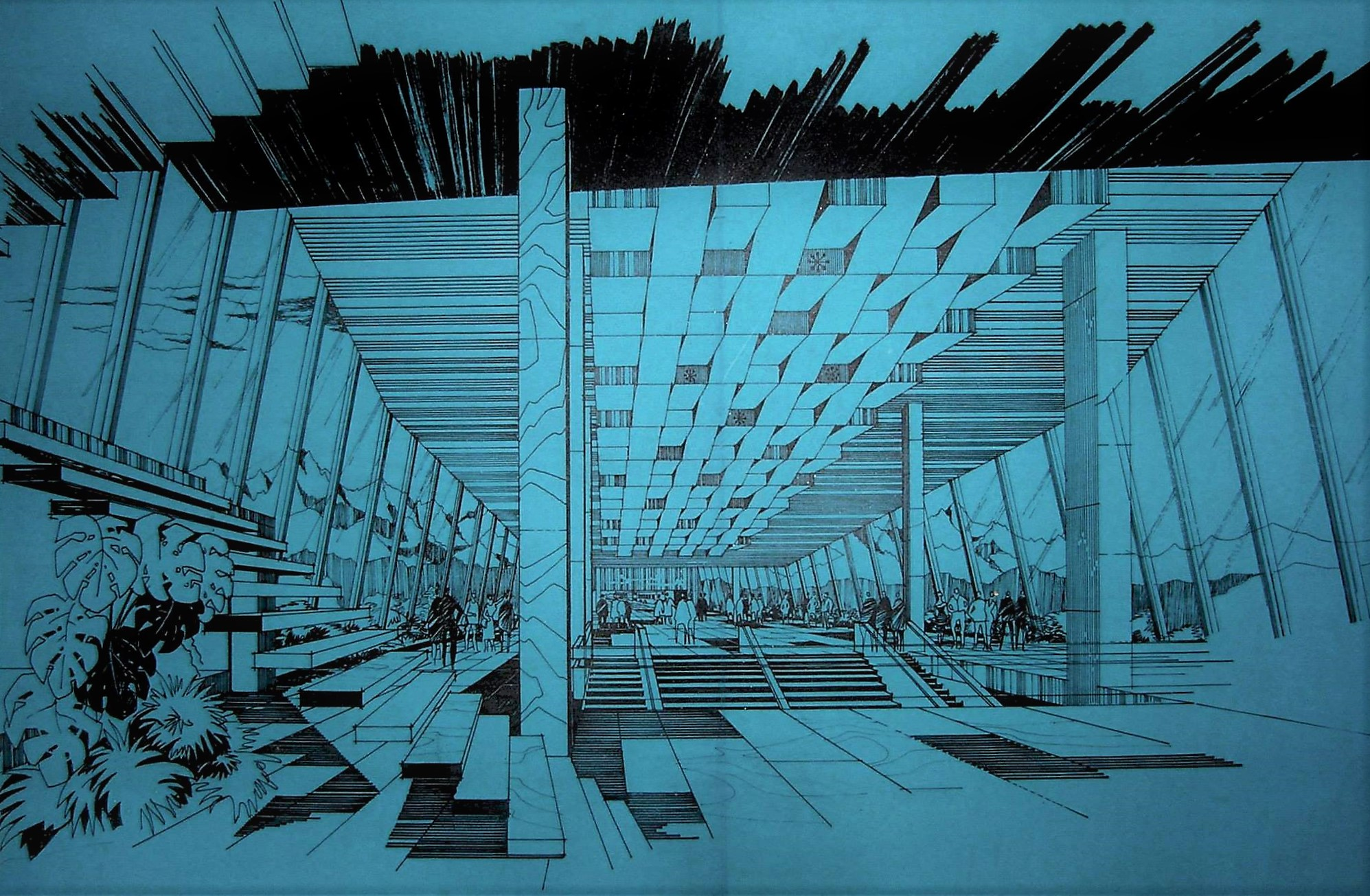
Perspektiva interiéru žel. stanice Poprad
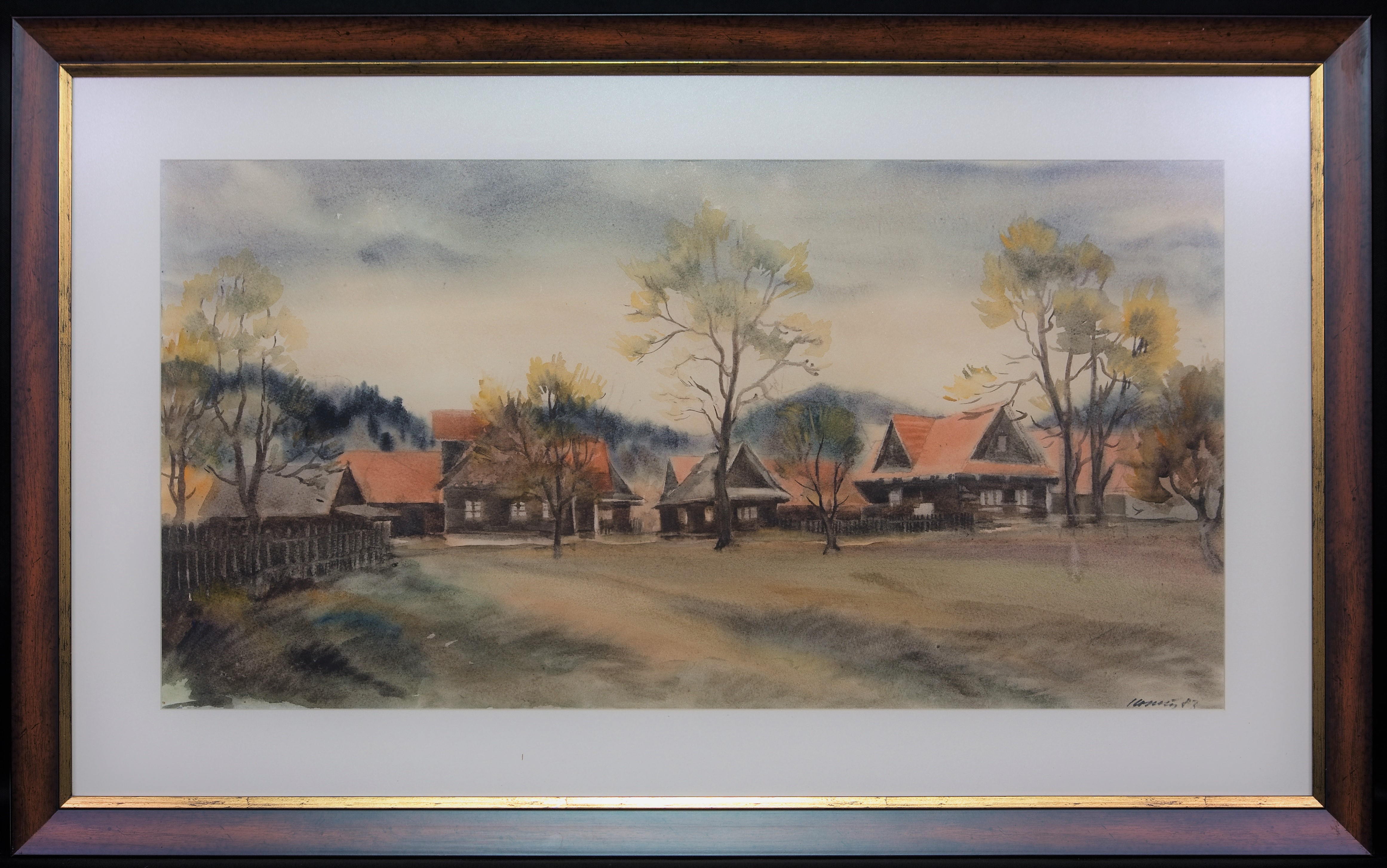
Rodné Valašsko, akvarel, 1983
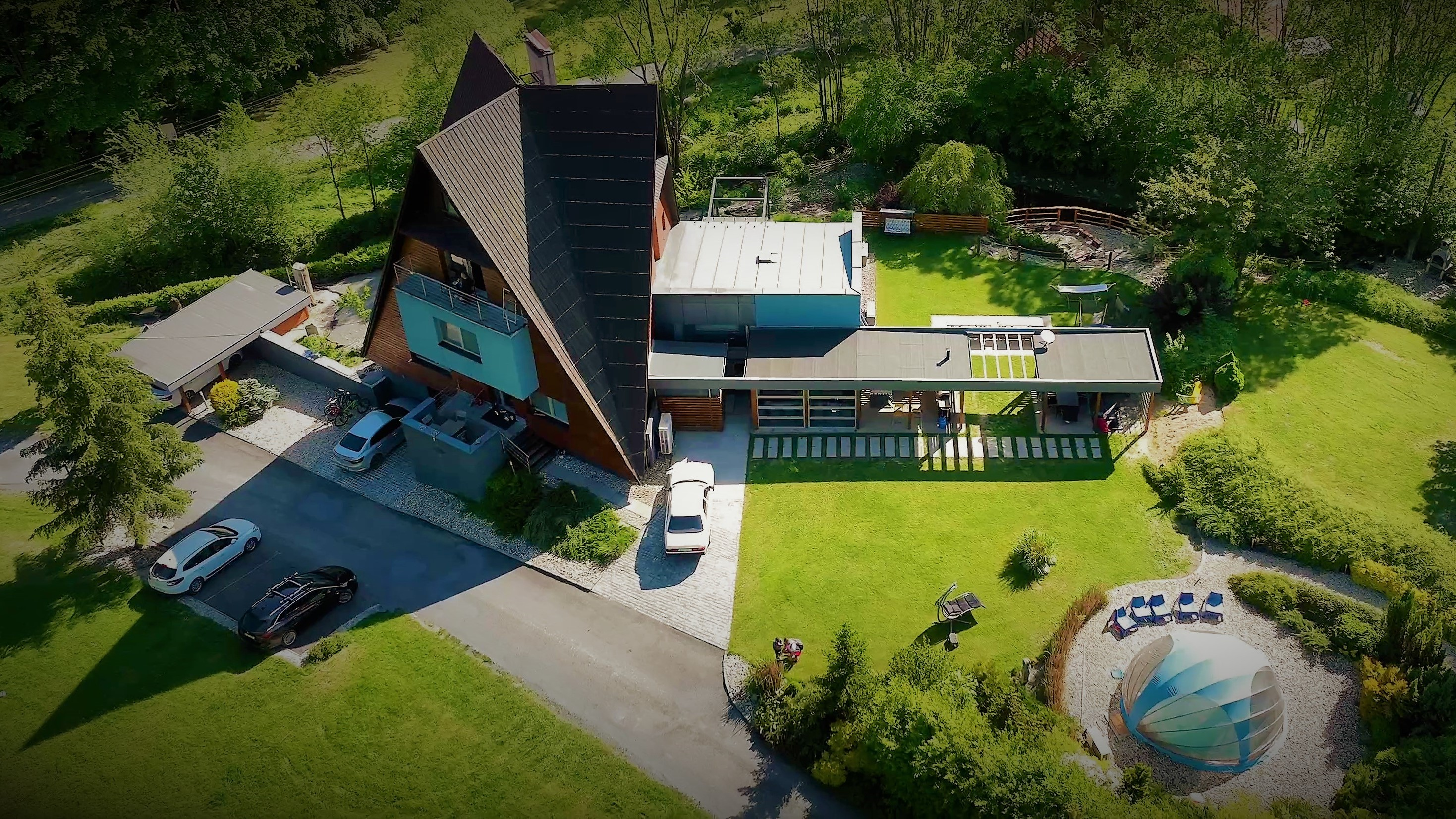
Vila Anna architekta Kopeckého
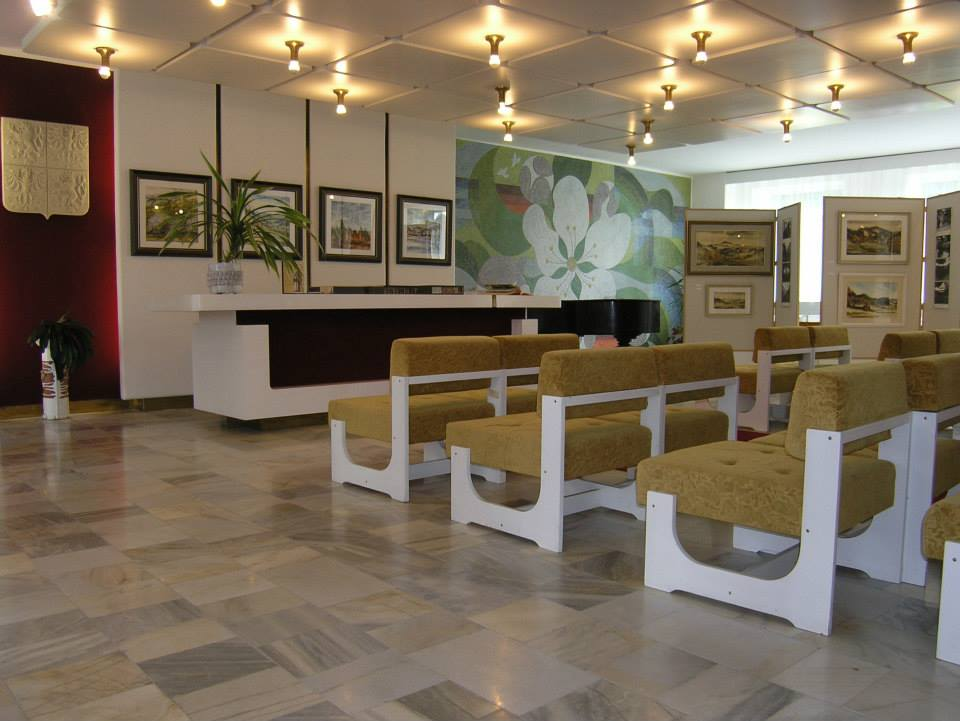
Interiér oddací síně v Halenkově